# Панайотіс Самілідіс
Панайотіс Самілідіс (9 серпня 1993) — грецький плавець.
Учасник Олімпійських Ігор 2012, 2016 років.
Призер Чемпіонату Європи з водних видів спорту 2012 року.